# Švajcarski sir
-{
}-

Švajcarski sir je termin kojim se u mnogim zemljama obeležava oko 450 sorti sira, čije je geografsko ili idejno poreklo Švajcarska. 

## Proizvodnja sira u Švajcarskoj
Od ukupne proizvodnje mleka u Švajcarskoj (oko 3.5 miliona tona godišnje) se oko polovine koristi za proizvodnju sira. Za proizvodnju jednog kilograma sira potrebno je oko 10–12 litara mleka. Time se godišnja proizvodnja sira kreće do 160.000 tona.
Iako ementaler, grijer, tilsiter, apenceler, zbrinc, raklet, tet d mojn i tome čine preko dve trećine proizvodnje, lepeza proizvedenih sireva se tu ne završava. U Švajcarskoj se mogu pronaći skoro sve zamislive vrste sireva, od sireva koji su sazrevali tek nekoliko dana do onih koji su sazrevali godinama, zatim pravljeni od kravljeg, kozjeg i ovčijeg mleka, od neobrađenog mleka, kao i vegetarijaski sirevi.
Iako se poslednjih godina mogla primetiti koncentracija proizvođača mleka i mlečnih proizvoda, uočava se takođe i tendencija kretanja u suprotnom pravcu – proizvode se specijaliteti, pogotovo u ekološkoj oblasti. Sirevi se i danas sire u malim sirnicama, kao što je recimo alpski sir, koji proizvode pojedinci, najčešće bez ikakvih tehničkih pomoćnih sredstava.

## Vrste sireva (izbor)

### Sveži sir
- Hitenkeze
- Mocarela

### Buđavi sir
- Bri (sir)
- Kamamber
- Tome (sir)

### Meki sir
- Reblohon

### Polutvrdi sir
- Apenceler
- Bergkeze
- Tesinski alpski sir
- Raklet
- Tilsiter

### Tvrdi sir
- Ementaler
- Grijer

### Ekstra tvrdi sir
- Zbrinc

## Spoljašnji izvori
- Švajcarski sir
- Proizvođači polutvrdog i tvrdog sira